# Corey Harrison
Pour les articles homonymes, voir Harrison.
Richard Corey Harrison, dit Corey Harrison ou « Big Hoss », né le 27 avril 1983 à Las Vegas, est un homme d'affaires américain, connu comme étant le copropriétaire du World Famous Gold & Silver Pawn Shop (boutique de prêt sur gage ouverte en 1989), avec son père Richard Kevin Harrison.
Il est l’une des personnalités du show-documentaire Pawn Stars diffusé sur la chaîne américaine History, et sur CStar en France.

## Biographie
Richard Corey Harrison, né le 27 avril 1983, est le fils de Richard Kevin Harrison et le petit-fils de Richard Benjamin Harrison, copropriétaires de la Célèbre Gold & Silver Pawn Shop à Las Vegas. Il a deux frères, Adam Harrison et Jake Harrison.

## Carrière
Corey Harrison, également connu sous le surnom « Big Hoss », a commencé à travailler à la boutique à l'âge de neuf ans,,.
Dans la saison 6, il dit à son père et à son grand-père qu'il va quitter le Pawn Shop s'il n'obtient pas un partenariat de 10% dans la boutique. Il est devenu par la suite le gestionnaire de la boutique la journée, après avoir obtenu une augmentation et un partenariat de 5 %, avec la possibilité d'une plus grande participation dans l'entreprise dans l'avenir. 
L'émission montre souvent Corey en conflit avec son père et son grand-père sur ses méconnaissances des objets de la boutique, ses responsabilités en tant que gestionnaire et son jugement global des ventes, en particulier son achat d'articles trop coûteux aux yeux de son père,,,.
Corey est apparu dans l'épisode Tous à Vegas (iLost My Head in Vegas) de la série télévisée américaine iCarly, en jouant son propre rôle aux côtés de son père, Rick, et Chumlee le 3 novembre 2012.

## Vie personnelle
Corey est l'ami d'enfance d'Austin Lee Russell, surnommé Chumlee, travaillant comme simple employé dans la boutique depuis 13 ans,.
Corey Harrison avait épousé son amie d'école Charlène Harrison,. Ils ont divorcé en 2015,.
En 2010, il subit une intervention chirurgicale à l'estomac et une modification de son régime alimentaire qui le fait passer de 166 kg (365 lb) en 2010 à environ 113 kg (250 lb) en juillet 2011.
Le 26 avril 2014, quelques heures avant son 31e anniversaire, Corey a été blessé lors d'un accident de moto. Il s'est cassé le bras, a eu des blessures au dos et aux pieds.